# HS Большой Медведицы
HS Большой Медведицы (лат. HS Ursae Majoris), HD 100698 — двойная звезда в созвездии Большой Медведицы на расстоянии приблизительно 1014 световых лет (около 311 парсеков) от Солнца. Видимая звёздная величина звезды — от +8,95m до +8,3m.

## Характеристики
Первый компонент — красная пульсирующая медленная неправильная переменная звезда (LB) спектрального класса M7.